# Daniel Winnik
Daniel Spencer Winnik, född 6 mars 1985 i Toronto, Ontario, är en kanadensisk professionell ishockeyspelare som spelar för Genève-Servette i NLA. 
Han har tidigare spelat på NHL-nivå för Minnesota Wild, Washington Capitals, Toronto Maple Leafs, Pittsburgh Penguins, Anaheim Ducks, San Jose Sharks, Colorado Avalanche och Phoenix Coyotes och på lägre nivåer för San Antonio Rampage i AHL, Phoenix Roadrunners i ECHL och New Hampshire Wildcats (University of New Hampshire) i NCAA.
Winnik draftades i nionde rundan i 2004 års draft av Phoenix Coyotes som 265:e spelaren totalt.

## Spelarkarriär
Winnik började spela för Wexford Raiders i Ontario Provincial Junior A Hockey League (OPJHL). Efter två säsonger med Raiders blev det spel i New Hampshire Wildcats som spelar i Hockey East. Efter första säsongen i HE draftades Winnik av Phoenix Coyotes som 265:e spelare totalt i NHL-draften 2004.
Efter nästan tre säsonger i Wildcats kom Winnik till AHL-laget San Antonio Rampage säsongen 2005-06 som då var farmarlag åt Phoenix. Säsongen 2006-07 spelade Winnik 66 matcher för San Antonio och gjorde 21 poäng.
Säsongen 2007-08 var Winnik med på träningslägret med Coyotes och tog plats i laget. Han spelade 79 matcher och gjorde 26 poäng.
28 juni 2010 trejdades Winnik av Coyotes till Colorado Avalanche mot ett draftval i fjärde rundan i NHL-draften 2012. Han skrev därefter ett tvåårskontrakt med Avalanche den 2 juli 2010.
Under säsongen 2011-12 vid trade deadline 27 februari 2012, blev Winnik trejdad av Avalanche tillsammans med TJ Galiardi och ett sjundeval i draften, till San Jose Sharks i utbyte mot Jamie McGinn, Mike Connolly och Michael Sgarbossa.
Som free-agent under sommaren 2012 skrev Winnik ett tvåårskontrakt med Anaheim Ducks den 20 juli 2012.
Den 25 februari 2015 skickade Toronto Maple Leafs iväg Winnik till Pittsburgh Penguins i utbyte mot Zach Sill, ett andra draftval i 2016 års draft och ett fjärde draftval i 2015 års draft.
Den 10 september 2018 skrev han på ett PTO-kontrakt (Professional Try Out) med Boston Bruins. Han tog inte en plats med laget och skrev istället på ett kontrakt med schweiziska Genève-Servette i NLA den 6 oktober.

## Statistik
| 2001–2002   | Wexford Raiders        | OPJHL       | 47  | 18 | 25  | 43  | 32  | —  | —  | —  | —  | —  |
| 2002–2003   | Wexford Raiders        | OPJHL       | 47  | 20 | 33  | 53  | 70  | 18 | 11 | 11 | 22 | 24 |
| 2003–2004   | New Hampshire Wildcats | NCAA        | 38  | 4  | 10  | 14  | 12  | —  | —  | —  | —  | —  |
| 2004–2005   | New Hampshire Wildcats | NCAA        | 42  | 18 | 22  | 40  | 26  | —  | —  | —  | —  | —  |
| 2005–2006   | New Hampshire Wildcats | NCAA        | 39  | 15 | 26  | 41  | 44  | —  | —  | —  | —  | —  |
|             | San Antonio Rampage    | AHL         | 7   | 1  | 1   | 2   | 8   | —  | —  | —  | —  | —  |
| 2006–2007   | San Antonio Rampage    | AHL         | 66  | 9  | 12  | 21  | 34  | —  | —  | —  | —  | —  |
|             | Phoenix Roadrunners    | ECHL        | 5   | 0  | 6   | 6   | 9   | —  | —  | —  | —  | —  |
| 2007–2008   | Phoenix Coyotes        | NHL         | 79  | 11 | 15  | 26  | 25  | —  | —  | —  | —  | —  |
| 2008–2009   | Phoenix Coyotes        | NHL         | 49  | 3  | 4   | 7   | 63  | —  | —  | —  | —  | —  |
|             | San Antonio Rampage    | AHL         | 5   | 0  | 0   | 0   | 4   | —  | —  | —  | —  | —  |
| 2009–2010   | Phoenix Coyotes        | NHL         | 74  | 4  | 15  | 19  | 12  | 7  | 0  | 0  | 0  | 0  |
| 2010–2011   | Colorado Avalanche     | NHL         | 80  | 11 | 15  | 26  | 35  | —  | —  | —  | —  | —  |
| 2011–2012   | Colorado Avalanche     | NHL         | 63  | 5  | 13  | 18  | 42  | —  | —  | —  | —  | —  |
|             | San Jose Sharks        | NHL         | 21  | 3  | 2   | 5   | 10  | 5  | 0  | 1  | 1  | 6  |
| 2012–2013   | Anaheim Ducks          | NHL         | 48  | 6  | 13  | 19  | 16  | 7  | 0  | 1  | 1  | 7  |
| 2013–2014   | Anaheim Ducks          | NHL         | 76  | 6  | 24  | 30  | 23  | 9  | 0  | 1  | 1  | 2  |
| 2014–2015   | Toronto Maple Leafs    | NHL         | 58  | 7  | 18  | 25  | 19  | —  | —  | —  | —  | —  |
|             | Pittsburgh Penguins    | NHL         | 21  | 2  | 7   | 9   | 8   | 5  | 0  | 0  | 0  | 2  |
| 2015–2016   | Toronto Maple Leafs    | NHL         | 56  | 4  | 10  | 14  | 16  | —  | —  | —  | —  | —  |
|             | Washington Capitals    | NHL         | 20  | 2  | 3   | 5   | 22  | 12 | 0  | 0  | 0  | 4  |
| 2016–2017   | Washington Capitals    | NHL         | 72  | 12 | 13  | 25  | 49  | 13 | 0  | 0  | 0  | 0  |
| 2017–2018   | Minnesota Wild         | NHL         | 81  | 6  | 17  | 23  | 27  | 5  | 0  | 1  | 1  | 5  |
| 2018–2019   | Genève-Servette HC     | NLA         | —   | —  | —   | —   | —   | —  | —  | —  | —  | —  |
| NHL totalt  | NHL totalt             | NHL totalt  | 798 | 82 | 169 | 251 | 367 | 63 | 0  | 4  | 4  | 26 |
| AHL totalt  | AHL totalt             | AHL totalt  | 78  | 10 | 13  | 23  | 46  | —  | —  | —  | —  | —  |
| NCAA totalt | NCAA totalt            | NCAA totalt | 119 | 37 | 58  | 95  | 82  | —  | —  | —  | —  | —  |